# Machaquilá

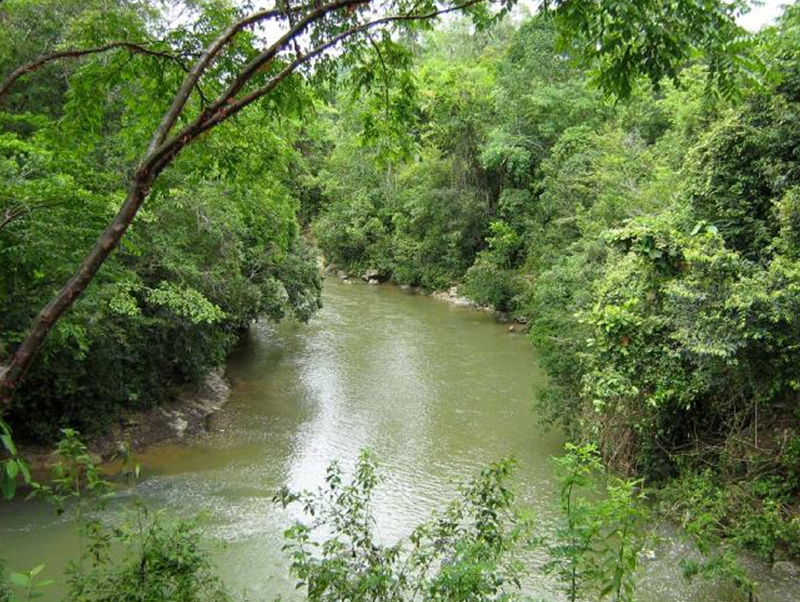
Río Machaquilá

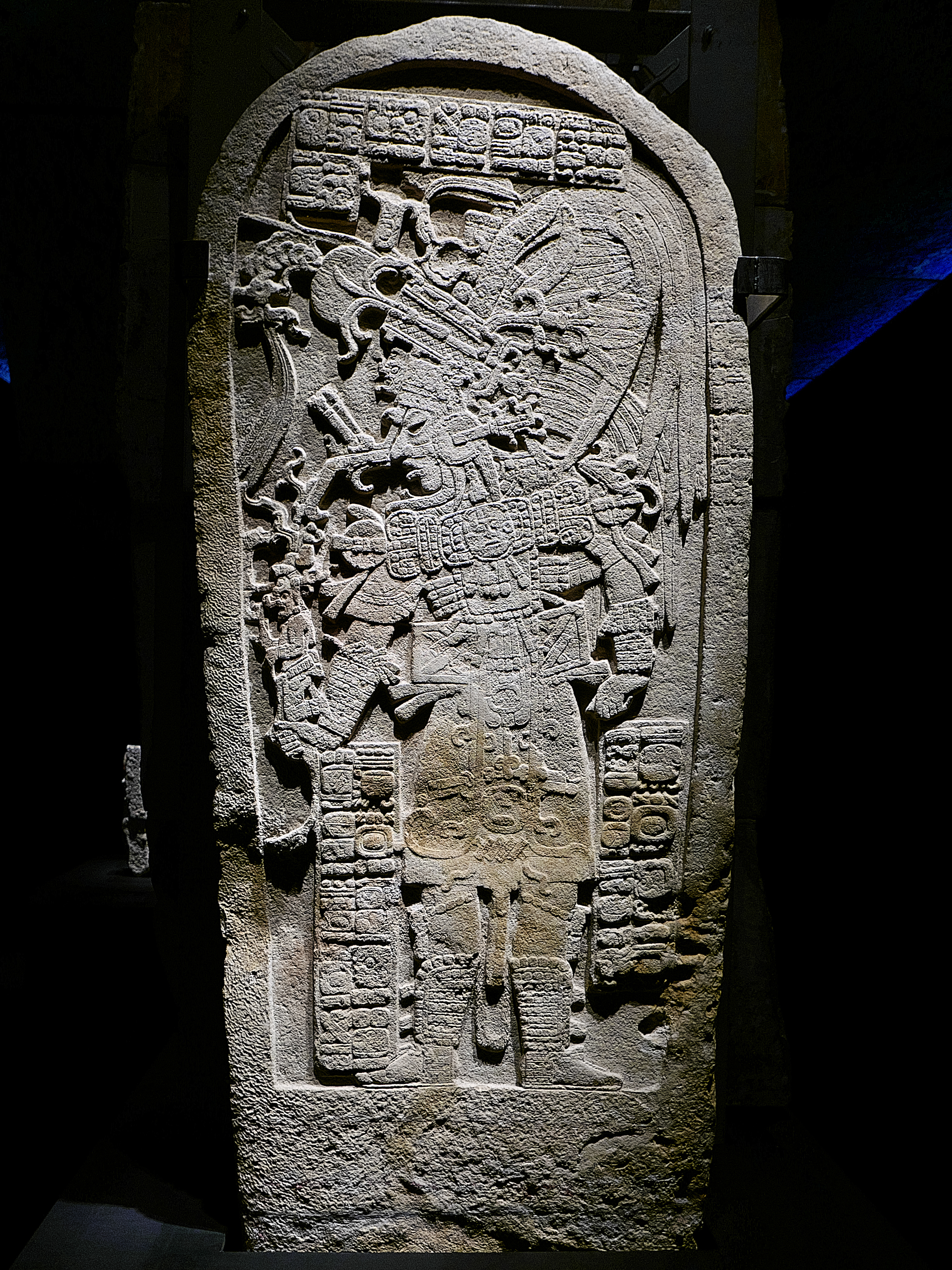
Machaquilá, Stele 3

Machaquilá (manchmal auch ohne Akzent) ist eine vom Dschungel und Maisfeldern bedeckte Ruinenstätte der Maya im Petén, Guatemala. Sie ist vor allem bekannt durch drei Stelen, die heute im Nationalmuseum für Archäologie und Ethnologie in Guatemala-Stadt ausgestellt sind.

## Lage
Die nur schwer zugängliche Ruinenstätte von Machaquilá liegt am gleichnamigen Fluss etwa 60 km (Luftlinie) westlich der Kleinstadt Poptún bzw. ca. 40 km südöstlich der Maya-Stätte Seibal. Das beinahe tropische Klima ist feucht und schwül; Regen (ca. 1830 mm/Jahr) fällt hauptsächlich in den Monaten Juni bis Dezember.

## Geschichte
Die Ruinenstätte von Machaquilá wird meist ins 8./9. Jahrhundert datiert; die früheste Datierung auf einer Stele stammt aus dem Jahr 711, die späteste aus dem Jahr 840. Während dieser Zeit war Machaquilá ein unabhängiger Kleinstaat, dessen regionale Machtstellung auf Heiratspolitik und Krieg gründete. Die Ruinenstätte wurde in den 1950er Jahren erforscht, inzwischen aber auch geplündert. Die wesentlichen Fundstücke befinden sich im Nationalmuseum für Archäologie und Ethnologie in Guatemala-Stadt; der Verbleib anderer ist unbekannt.

## Architektur
Die meisten Bauten von Machaquilá gruppieren sich um die Plazas A und C; sie sind jedoch nur schlecht erhalten. Ein Ballspielplatz oder ein Observatorium fehlen. Die Bauten an der Plaza C werden als Wohnbauten (palacios) interpretiert.

## Stelen
Weitaus bedeutsamer sind die durch ihre handwerklich-künstlerische Bearbeitung gekennzeichneten Stelen und Altäre, die jedoch zumeist von Plünderern zerstört wurden; lediglich drei wurden weitgehend unversehrt gerettet. Sie zeigen reich gekleidete und mit einem aufwändigen Kopfschmuck versehene Priesterkönige mit dem Zepter der rechtmäßigen Nachfolge in der rechten Hand und unterworfenen Gefangenen. Die Stele 4 vom 28. Dezember 820 bspw. zeigt den Fürst Siyaj K'in Chaak anlässlich der Feier von zwei Periodenenden des Maya-Kalenders im vollen Ornat, ein Zepter in Form des Gottes K'awiil in seiner rechten Hand repräsentiert dabei seinen legitimen Herrschaftsanspruch.

## Restitution
Im Jahr 1999 wurde ein „Fragment der Machaquila Stele 11 aus dem Petén in Guatemala“ von der Stiftung Preußischer Kulturbesitz zurückgegeben, das „illegal nach Europa verbracht worden“ war.